# Without You (Monica-låt)
Without You är en låt framförd av den amerikanska R&B-sångaren Monica, med text av Jamal Jones, Mansur Zafr, India Boodram, Jazmyn Michel och Kesia Hollins samt musik av Polow da Don till Monicas sjätte studioalbum New Life (2012).
"Without You" är en R&B-ballad som innehåller "dundrande" basgång, piano och synt. Textinnehållet är självbiografiskt och beskriver sångerskans äktenskap med basketspelaren Shannon Brown. I refrängen sjunger Monica; "Don't think twice I been looking for you all my life/Baby/How did I survive all this time/Without you/Without you, you, you/Without you/And I don't ever wanna let you go". I en intervju med Rap-Up förklarade Monica låtens betydelse; "Det var en viktig låt för mig på skivan eftersom jag gjorde den till min man. Polow hjälpte mig verkligen att uttrycka kärleken jag har för Shannon." "Without You" gavs ut som den fjärde och sista singeln från New Life den 8 maj 2012. Musikkritiker hade blandad uppfattning om låten. Billboard skrev; "Monica lägger till lite wobblande syntar och piano på en ytterligare 'jag älskar min man'-låt. Det är en stadig R&B-ballad men har tyvärr inte det där pop-soundet som gjorde "Why I Love You So Much" och "Angel of Mine" till hits." Slant Magazine jämförde låten med Beyoncés "Halo" och Kelly Clarksons "Already Gone". Recensenten lyfte fram låten som en av de bättre på en "underväldigande" skiva. "Without You" hade en begränsad utgivning som endast en marknadsföringssingel. Låten nådde som högst plats 91 på amerikanska R&B-listan.
I en intervju avslöjade Monica att hon planerade en musikvideo för låten. Dessa planer ställdes senare in.

## Format och innehållsförteckningar
- Digital nedladdning

1. "Without You" - 4:08

## Topplistor
| Lista (2012)                          | Topplacering |
| ------------------------------------- | ------------ |
| USA (Billboard Hot R&B/Hip-Hop Songs) | 91           |